# NEC V70
Le NEC V70 est un microprocesseur CISC fabriqué par NEC Corporation,.

## Description
Le NEC V70 (μPD70616) est une évolution du NEC V60. Il améliore la V60 en faisant deux bus internes et externes 32 bits de large. Son MMU supporte maintenant la pagination à la demande. Le V70 a un cycle de bus de seulement deux cycles internes, tandis que le bus du V60 fonctionne à trois ou quatre cycles internes.
Le V70 a été utilisé par Sega dans son System Multi 32 et par Jaleco dans son système 32 Mega System 32